# Коробов, Иван Кузьмич
Ива́н Кузьми́ч Ко́робов (1700 — 9 сентября (29 августа) 1747) — российский архитектор. Один из первых «пенсионеров», посланных Петром I за границу для обучения.
Родился в Переславле-Залесском. Послан Петром I за границу, однако не в Италию, как было принято в то время, и куда направились П. М. Еропкин и Т. Н. Усов, а в любимую Петром Голландию. Занимался у архитектора Иоганна (Яна) Питера ван Баурсшейта Старшего. Коробов мечтал поехать в Италию, но царь в письме от 7 ноября 1724 года мотивировал своё решение следующим образом: «Нет необходимости ехать во Францию или в Италию, так как в обоих сих местах строения здешней ситуации противные места… Во Франции никакого украшения в архитектуре нет и не любят, а только гладко и просто,  и очень толсто строят и всё из камня, а не из кирпича… Надо жить в Голландии, изучать фундаменты, препорции огородов и слюзному делу обучаться» .
Работать в России Коробову пришлось уже после Петра, в период правления императрицы в Анны Иоанновны (1730—1740). В 1727—1741 годах Коробов числился архитектором Адмиралтейского ведомства. Занимался отделкой кораблей. Выстроил второе каменное здание Адмиралтейства (1728—1738). В этой работе он в точности следовал замыслу Петра Великого и его собственноручному наброску: высокая башня с золочёным шпилем, увенчанная «яблоком» под короной и корабликом (трёхмачтовым парусником): моделью линейного корабля «Ингерманланд». В дальнейшем зодчий А. Д. Захаров, перестраивая в 1806—1823 годах здание Адмиралтейства, бережно сохранил «петровскую затею». От этой башни Еропкин (в иной версии фельдмаршал Б. К. Миних) провёл свои «три луча» планировки центральной части города.
В 1735—1739 годах Коробов строил церковь Святого Великомученика Пантелеймона Целителя у Партикулярной верфи на Фонтанке. На этом месте стояла деревянная часовня в память победы русского флота над шведами при Гангуте в 1714 году в день Св. Пантелеимона (27 июля по старому стилю). Церковь чудом сохранилась (в 1934 году её намеревались снести) и её внешний облик мало изменился. В 1834 году архитектор В. Беретти несколько изменил купол и переоформил интерьеры в классицистическом стиле .
Церковь, хотя и построена в послепетровское время, характерна реминисценциями стиля «петровского барокко»: двуцветная окраска, колокольня башенного типа, полукружие апсиды с двумя большими волютами.
С 1737 года И. К. Коробов был активным участником «Комиссии о Санкт-Петербургском строении», возглавляемой П. М. Еропкиным. Вместе с М. Г. Земцовым и А. В. Квасовым Коробов занимался планировкой города, прокладкой новых улиц, укреплением набережных, осушением почвы. Сохранился созданный Коробовым канал вдоль северной границы Новой Голландии, ныне известный как Ново-Адмиралтейский канал. Богоявленская церковь с колокольней в Кронштадте простояла до 1930-х годов.
После казни Петра Еропкина по политическому доносу Коробов в 1741 году переехал в Москву. Имел там архитектурную «команду». Деревянные триумфальные ворота на Тверской улице в Москве, возведённые к коронации Елизаветы Петровны в 1742 году, сгорели в 1752 году . Коробов занимался реставрацией стен и башен Московского Кремля. Среди учеников были известные русские зодчие следующей эпохи: С. И. Чевакинский, Д. В. Ухтомский, А. Ф. Кокоринов.
Под руководством Г. И. Шеделя И. К. Коробов вместе И. Я. Бланком, М. Г. Земцовым, И. Ф. Мичуриным, И. Я. Шумахером работал в Киеве на реставрации построек Киево-Печерской лавры, зданий Софийского монастыря и Духовной Академии на Подоле. В конце жизни у Коробова значительно ухудшилось зрение, он много болел.